# Amani Khalfaoui
Pour les articles homonymes, voir Khalfaoui.
Amani Khalfaoui, née le 22 janvier 1989, est une judokate tunisienne.

## Carrière
Amani Khalfaoui remporte la médaille d'argent des Jeux africains de 2007 se tenant à Alger dans la catégorie des moins de 52 kg. Elle est, dans cette même catégorie, médaillée d'argent aux championnats d'Afrique 2008 à Agadir et médaillée de bronze des championnats d'Afrique 2009 à Maurice.  
Passée dans la catégorie des moins de 48 kg, elle est médaillée d'argent aux Jeux de la Francophonie de 2009 à Beyrouth et d'or aux championnats d'Afrique 2010 à Yaoundé, aux championnats d'Afrique 2011 à Dakar, aux Jeux africains de 2011 à Maputo et aux Jeux panarabes de 2011 à Doha.
Elle retourne ensuite dans la catégorie des moins de 52 kg et remporte une médaille d'argent aux championnats d'Afrique 2012 à Agadir et une médaille d'or aux championnats d'Afrique 2013 à Maputo.